# 青山剛昌短篇集
青山剛昌短篇集，內收錄青山剛昌初期的小作品（連載於週刊少年Sunday）。漫畫版在1994年2月15日發售。OVA版則由小學館和少年Sunday週刊分別在1999年3月17日和1999年12月22日發售。

## 收錄作品
- 侦探乔治的迷你大作战（探偵ジョージのミニミニ大作戦）
  - 名偵探登场（名探偵登場）
  - 冰國大怪獸（氷の国の怪物）
  - 我是牙醫（I AM A DENTIST）
- 要等我哦（ちょっとまってて）
- 夏日的圣诞老人（夏のサンタクロース）
- 徘徊的红蝴蝶（さまよえる赤い蝶）
- 劍豪，風雲再起（プレイ イット アゲイン）
- 傳說中的球棒（えくすかりばあ）

## 出版書籍
- 少年Sunday Comics 1994年2月15日發售、ISBN 4-09-123172-1
- 少年Sunday Books 2000年1月15日發售、ISBN 4-09-121846-6
- 小學館文庫  2003年9月13日發售、ISBN 4-09-193481-1
- 少年Sunday Comics新裝版 2011年2月25日發售、ISBN 978-4-09-122794-2
  - 2011年2月16日發售、ISBN 978-4-09-941707-9（附贈動畫DVD限定版）

## OVA
由小學館負責，內含6集。台灣由木棉花國際代理，曾在八大綜合台和東森電影台、衛視中文台播出。值得一提的是，《名侦探柯南》的配音员大量参与了其中的配音工作。
- 要等我哦
- 徘徊的紅蝴蝶
- 夏日的聖誕老人
- 侦探乔治的迷你大作战
- 飛上夜空的10個行星
- 剑豪，风云再起

以下是日本未收錄（另外播放，為少年Sunday40周年特輯），但是台灣把它一起放進VCD中。
- 名偵探柯南 少年偵探團7分鐘特輯 幕後大公開

### 主題曲
| 曲名 | 作詞   | 作曲     | 編曲     | 歌             |
| ---- | ------ | -------- | -------- | -------------- |
|      | 三枝翔 | 山口一久 | 山口一久 | 田村由香里（田村ゆかり） |